# Всесвітня хокейна асоціація
Всесвітня хокейна асоціація (ВХА; англ. World Hockey Association; фр. Association mondiale de hockey) — професійна хокейна ліга, що існувала у 1972—1979 рік і об'єднувала клуби США та Канади.

## Історія
Наприкінці 60-х — початку 70-х НХЛ неохоче приймала до своїх лав нових членів, висуваючи вельми високі вимоги до охочих вступити до її лав. Однак у зв'язку з масовим будівництвом нових спортивних арен в Північній Америці, чимало міст бажали мати свою хокейну команду. У 1972 році група підприємців з Каліфорнії вирішили створити хокейну лігу. Безпосередніми організаторами ВХА були Гері Девідсон та Денніс Мерфі. 12 лютого 1972, ВХА провела свій перший драфт в Анагаймі. Через 2 тижні, молодий перспективний голкіпер Берні Парент зголосився укласти контракт з клубом ВХА. Рішення Паренте призвело до того, що ще чимало гравців НХЛ, серед них Дерек Сандерсон, Боб Ліддінгтон та Тед Грін підписали контракти, але найбільший контракт уклав Боббі Галл строком на 10 років та на суму $2,75 мільйона доларів. На той час це були шалено великі гроші.
У першому чемпіонаті ВХА брали участь 67 НХЛівців. Щоб протистояти експансії ВХА, НХЛ вирішила зіграти на випередження поповнивши свої лави командами з Нью-Йорку та Атланти у 1972. У ВХА було 12 команд поділених на 2 дивізіони: Нью-Інгланд Вейлерс (Бостон), Клівленд, Філадельфія, Оттава, Квебек та Нью-Йорк виступали в Східному Дивізіоні; Вінніпег, Х'юстон, Лос-Анджелес, Альберта (Едмонтон), Міннесота (Сент-Пол) та Чикаго — Західний Дивізіон. У першій фінальній серії «Нью-Інгланд Вейлерс» переміг Вінніпег Джетс 4:1. Також у першому ж сезоні ВХА провела свій матч всіх зірок, а одна з її ігор була показана на каналі CBS. Денні Лоусон став першим гравцем ВХА що досяг позначки в 50 шайб. У другомі сезоня ВХА уклала угоду з корпорацією АВКО, яка заснувала головний трофей цієї ліги — Кубок Авко, аналог Кубка Стенлі. У травні 1974 цей кубок завоював клуб «Х'юстон Аерос».
Подібно до НХЛ, ВХА також розширювалась та реорганізувалась. У червні 1974, ліга ділилася на три дивізіони (Канадський, Західний та Східний). «Фінікс» та «Індіанаполіс» стали новими командами при розширенні. Чергового удару по НХЛ зробили, коли «Торонто Торос» переманив до себе з Монреаль Канадієнс Френка Маховлича. На відміну від НХЛ, власники клубів ВХА зрозуміли, як багато є хокейних талантів в Європі. У результаті «Вінніпег Джетс» був укомплектований здебільшого шведами і фінами, а не канадцями. Ульф Нільссон і Андерс Гедберг разом з Боббі Галлом складали одну з найкращих трійку нападу 70-х. Саме у «Джетс» швед Ларс-Ерік Шеберг став першим капітаном клубу з числа європейських гравців. Цікаво, що в ВХА грали ряд матчів синіми і червоними шайбами, в надії, що їх буде краще видно по телебаченню, але ці надії не виправдалися. У ВХА домоглися важливої віхи в хокейній історії, коли їм вдалося переконати радянські посадові особи санкціонувати серію з 8 ігор між зірками ВХА та збірною СРСР. Турне відбулося восени 1974, радянські хокеїсти виграли серію 4:3, ще одна грала завершились внічию.
Між клубами НХЛ та ВХА завжди була конкуренція, зрештою вони провели між собою 68 матчів: 34 перемоги на рахунку клубів ВХА, 27 разів перемогли клуби НХЛ, ще сім матчів завершились внічию, різниця шайб 250:237 на користь ВХА.
Проблеми ВХА почались в сезоні 1975—1976, у лізі знову стало два дивізіони. Клуб «Торонто Торос» не витримав конкуренцію з боку Торонто Мейпл-Ліфс і переїхав до Бірмінгема, штат Алабама, змінивши назву на «Бірмінгем Буллз». Аналогічно, Крузейдерз зазнав величезних збитків у Клівленді та переїхав до Сент-Пола, що зрештою не допомогло і вже до сезону 1977/78 ліга скоротилась з 12 до 8 команд, втративши Сент-Пол, Калгарі, Фінікс та Сан-Дієго. Війна двох ліг тривала. Обійшовши віковий ценз НХЛ, ВХА задрафтував 17-річного Вейна Грецкі. У НХЛ не пробачили цього, і коли відбулося злиття двох ліг, приз найкращому новачкові дістався не Вейну Грецкі, а Рею Бурку, хоча Грецкі поступився у суперечці бомбардирів лише Марселю Діонну з Лос-Анджелеса. У ВХА підписав свій перший контракт ще один перспективний тінейджер — Марк Мессьє. Спроби нового президента ВХА Говарда Болдуїна нормалізувати відносини з НХЛ та стабілізувати ВХА не дали позитивних змін, ліга програла війну бюджетів НХЛ. Сторони, нарешті, сіли за стіл переговорів, в результаті яких чотири команди ВХА — «Гартфорд Вейлерс», «Квебек Нордікс», «Едмонтон Ойлерс» та «Вінніпег Джетс» поповнили НХЛ. Решта клубів не змогли виконати фінансових умов НХЛ. Зауважимо, що і цим 4 клубам дозволялося залишити у своєму складі лише 1 воротаря та 2 гравців (крім Едмонтона, якому окремим пунктом дозволили залишити Вейна Грецкі). Решта гравців повинні були повернутися або в свої старі клуби НХЛ або в ті клуби НХЛ, які побажають їх побачити в своїй команді.
Таким чином ВХА припинила своє існування після сезону 1978/79, залишивши після себе чотири нові клуби в НХЛ, а також новацію у виплаті заробітної плати, встановлювалась гранична сума у десять мільйонів доларів для гравців (зірок клубів) та клубів, саме цю новацію застосували сторони конфлікту під час локауту 2004 року в НХЛ.

## Переможці
- 1972/1973 — «Нью-Інгленд Вейлерс»
- 1973/1974 — «Х'юстон Аерос»
- 1974/1975 — «Х'юстон Аерос»
- 1975/1976 — «Вінніпег Джетс»
- 1976/1977 — «Квебек Нордікс»
- 1977/1978 — «Вінніпег Джетс»
- 1978/1979 — «Вінніпег Джетс»

## Трофеї ВХА
- Кубок Авко: нагороджувався переможець плей-оф ВХА.
- Трофей Гарі Девідсона / Горді Хоу — нагороджувався найцінніший гравець (MVP) у регулярному чемпіонаті.
- Трофей Білла Хантера — нагороджувався гравець, який набрав найбільшу кількість очок за системою гол+пас у регулярному чемпіонаті.
- Звання найціннішого гравця плей-оф.
- Трофей Бена Хетскіна — найкращому голкіперу.
- Трофей Денніса Мерфі — найкращому захиснику.
- Трофей Лу Каплана — найкращому новачку сезону.
- Трофей Пола Дено — найкращому гравцю, який продемонстрував зразок чесної спортивної боротьби та джентльменської поведінки в поєднанні з високим рівнем гри.
- Трофей Говарда Болдуїна / Роберта Шмерца — найкращому тренеру.

## Матчі усіх зірок ВХА
- 1972–73 Східний дивізіон 6 — 2 Західний дивізіон
- 1973–74 Східний дивізіон 8 — 4 Західний дивізіон
- 1974–75 Західний дивізіон 6 — 4 Східний дивізіон
- 1975–76 Гравці канадських команд 6 — 1 Гравці американських команд
- 1976–77 Східний дивізіон 4 — 2 Західний дивізіон
- 1977–78 Квебек Нордікс‎ 5 — 4 ВХА All-Star team
- 1978–79 ВХА All-Star team — Динамо (Москва) 3 гри 4:2, 4:2, 4:3

## Зала слави хокею
Список гравців, тренерів та офіційних осіб, які обрані до Зали слави хокею.
- Енді Бетгейт, «Ванкувер Блейзерс»
- Джеррі Чіверс, «Клівленд Крузейдерс»
- Майк Гартнер, «Цинциннаті Стінгерс»
- Мішель Гуле, «Бірмінгем Буллз»
- Вейн Грецкі, «Індіанаполіс Рейсерс», «Едмонтон Ойлерс»
- Горді Гоу, «Х'юстон Аерос», «Нью-Інгланд Вейлерс»
- Марк Гоу, «Х'юстон Аерос», «Нью-Інгланд Вейлерс»
- Гаррі Говелл, «Нью-Йорк Голден Блейдс»/«Нью-Джерсі Найтс», «Сан-Дієго Марінерс», «Калгарі Ковбойс»
- Боббі Галл, «Вінніпег Джетс»
- Дейв Кеон, «Міннесота Файтінг Сейнтс», «Індіанаполіс Рейсерс», «Нью-Інгланд Вейлерс»
- Род Ленгвей, «Бірмінгем Буллз»
- Френк Маховлич, «Торонто Торос»/«Бірмінгем Буллз»
- Марк Мессьє, «Цинциннаті Стінгерс», «Індіанаполіс Рейсерс»
- Берні Парент, «Філадельфія Блейзерс»
- Жак Плант, «Едмонтон Ойлерс»
- Бад Пойль, віце-президент ВХА
- Марсель Проново, тренер — «Чикаго Кугарс»
- Моріс Рішар, тренер — «Квебек Нордікс»
- Глен Сатер, «Едмонтон Ойлерс»
- Норм Ульман, «Едмонтон Ойлерс»